# Syzygium phaeophyllum
Syzygium phaeophyllum là một loài thực vật thuộc họ Myrtaceae. Đây là loài đặc hữu của Fiji.